# Grothendiecks lokala dualitet
Inom kommutativ algebra, en del av matematiken, är Grothendiecks lokala dualitet en dualitetssats för kohomologin av moduler över lokala ringar, analog till Serres dualitet för koherenta kärvar.

## Dualiteten
Anta att R är en lokal Cohen–Macaulayring av dimension d med maximalt ideal m och restkropp k = R/m. Låt E(k) vara Matlismodulen, att injektivt hölje av k, och låt Ω vara fullständigandet av dess dualiserande modul. Då finns det för varje R-modul M en isomorfi av moduler över fullständigandet av R:
{\displaystyle \operatorname {Ext} _{R}^{i}(M,{\overline {\Omega }})\cong \operatorname {Hom} _{R}(H_{m}^{d-i}(M),E(k))}
där Hm är en lokal kohomologigrupp.
Det finns en generalisering till Noetherska lokala ringar som inte är Cohen–Macaulay, som ersätter dualiserande modulen med ett dualiserande komplex.

### Allmänna källor
- Bruns, Winfried; Herzog, Jürgen (1993), Cohen–Macaulay rings, Cambridge Studies in Advanced Mathematics, "39", Cambridge University Press, ISBN 978-0-521-41068-7, http://books.google.com/books?id=LF6CbQk9uScC